# P.A. Works
P.A. Works Corporation (яп. 株式会社ピーエーワークス, Кабушікі-ґайшя Пі: Е: Ва:кусу, скорочення від Progressive Animation Works), японська аніме-студія, заснована 10 листопада 2000 року і розташована в місті Нанто. Її засновник і президент Кенджі Хорікава, до заснування P.A. Works, працював в Production I.G і Bee Train.

## Роботи

### Аніме-серіали
| Назва                        | Режисер(и)         | Початок показу  | Кінець показу   | Кількість епізодів |
| ---------------------------- | ------------------ | --------------- | --------------- | ------------------ |
| True Tears                   | Нішімура Джюнджі   | 6 січня 2008    | 30 березня 2008 | 13                 |
| Canaan                       | Андо Масахіро      | 4 липня 2009    | 26 вересня 2009 | 13                 |
| Angel Beats!                 | Кіші Сейджі        | 3 квітня 2010   | 26 червня 2010  | 13                 |
| Hanasaku Iroha               | Андо Масахіро      | 3 квітня 2011   | 25 вересня 2011 | 26                 |
| Another                      | Мідзушіма Цутому   | 9 січня 2012    | 27 березня 2012 | 12                 |
| Tari Tari                    | Хашімото Масакадзу | 1 липня 2012    | 23 вересня 2012 | 13                 |
| Red Data Girl                | Шінохара Тошія     | 16 березня 2013 | 1 червня 2013   | 12                 |
| Koitabi: True Tours Nanto    | Нішімура Джюджі    | 28 квітня 2013  | 28 квітня 2013  | 6                  |
| The Eccentric Family         | Йошіхара Масаюкі   | 7 липня 2013    | 29 вересня 2013 | 13                 |
| Nagi-Asu: A Lull in the Sea  | Шінохара Тошія     | 3 жовтня 2013   | 3 квітня 2014   | 26                 |
| Glasslip                     | Нішімура Джюджі    | 3 липня 2014    | 25 вересня 2014 | 13                 |
| Shirobako                    | Мідзушіма Цутому   | 9 жовтня 2014   | 26 березня 2015 | 24                 |
| Charlotte                    | Асай Йошіюкі       | 4 липня 2015    | 26 вересня 2015 | 13                 |
| Haruchika                    | Хашімото Масакадзу | 7 січня 2016    | 24 березня 2016 | 12                 |
| Kuromukuro                   | Окамура Тенсай     | 7 квітня 2016   | 29 вересня 2016 | 26                 |
| Sakura Quest                 | Масуй Сойчі        | 5 квітня 2017   | 20 вересня 2017 | 25                 |
| The Eccentric Family 2       | Йошіхара Масаюкі   | 9 квітня 2017   | 25 червня 2017  | 12                 |
| Uma Musume Pretty Derby      | Ойкава Кей         | 2 квітня 2018   | 18 червня 2018  | 13                 |
| Sirius the Jaeger            | Андо Масахіро      | 12 липня 2018   | 27 вересня 2018 | 12                 |
| Iroduku: The World in Colors | Шінохара Тошія     | 6 жовтня 2018   | TBA             | 13                 |

### Анімаційні фільмі
| Назва                                   | Режисер(и) | Дата виходу    | Джерела     |
| --------------------------------------- | ---------- | -------------- | ----------- |
| Прикрась прощальний ранок квітами надії | Марі Окада | 24 лютого 2018 | [ 1 ] [ 2 ] |